# Dzsafar Námdár
Dzsafar Námdár (perzsául: جعفر نامدار, nemzetközi sajtóban Jafar Namdar; Teherán, 1934. július 2. – 2014. január 1.) iráni nemzetközi labdarúgó-játékvezető.

## Pályafutása

### Labdarúgóként
Fiatalon ismerkedett meg a labdarúgással, a Sáhinban 12 éven keresztül szerepelt. A nemzeti válogatottnak 1956–1966 között 10 éven keresztül volt tagja. Tokióban részt vett az Ázsiai Játékokon. A labdarúgást kiöregedése miatt hagyta abba.

### Nemzeti játékvezetés
A labdarúgást befejezve úgy döntött, hogy a zöld gyepen játékvezetőként folytatja pályafutását. A játékvezetői vizsgát 1969-ben tette le. A küldési gyakorlat szerint rendszeres partbírói tevékenységet is végzett. Az I. Liga játékvezetőjeként 1978-ban vonult vissza.

### Nemzetközi játékvezetés
Az Iráni labdarúgó-szövetség Játékvezető Bizottsága (JB) terjesztette fel nemzetközi játékvezetőnek, a Nemzetközi Labdarúgó-szövetség (FIFA) 1970-től tartotta nyilván bírói keretében. A FIFA JB központi nyelvei közül a angolt beszélte. Több nemzetek közötti válogatott és klubmérkőzést vezetett, vagy működő társának partbíróként segített. Az iráni nemzetközi játékvezetők rangsorában, a világbajnokság sorrendjében az első helyet foglalja el 1 találkozó szolgálatával. Az aktív nemzetközi játékvezetéstől 1978-ban búcsúzott.

#### Labdarúgó-világbajnokság
Az 1972-es nyári olimpián és az azt követő időszakban nyújtott kiegyensúlyozott, megbízható teljesítménye alapján a FIFA JB meghívta a világbajnokságra. A világbajnoki döntőkhöz vezető úton Nyugat-Németországba a X., az 1974-es labdarúgó-világbajnokságra, valamint Argentínába a XI., az 1978-as labdarúgó-világbajnokságra a FIFA JB játékvezetőként alkalmazta.
A második ázsiai játékvezető (az első Govindasamy Suppiah), aki a labdarúgó-világbajnokságon mérkőzést vezethetett. A FIFA JB elvárása szerint, ha nem vezetett, akkor partbíróként tevékenykedett. 1974-ben a bronztalálkozón egyes számú besorolást kapott, játékvezetői sérülés esetén továbbvezethette volna a találkozót. 1978-ban egy csoportmérkőzésen 2. számú, a második kör egyik találkozóján egyes számú besorolást kapott. Selejtező mérkőzéseket az AFC és az UEFA zónákban vezetett. Világbajnokságon vezetett mérkőzéseinek száma: 2 + 3 (partbíró).

##### 1974-es labdarúgó-világbajnokság

###### Világbajnoki mérkőzés
| Időpont          | Helyszín                        | Mérkőzés típusa              | Mérkőzés         | Eredmény | Nézők száma |
| ---------------- | ------------------------------- | ---------------------------- | ---------------- | -------- | ----------- |
| 1974. június 22. | Olimpiai Stadion, Nyugat-Berlin | csoportmérkőzés (1. csoport) | Ausztrália–Chile | 0 – 0    | 14 681      |

##### 1978-as labdarúgó-világbajnokság

###### Selejtező mérkőzés
| Időpont           | Helyszín                    | Mérkőzés típusa           | Mérkőzés           | Eredmény |
| ----------------- | --------------------------- | ------------------------- | ------------------ | -------- |
| 1977. február 28. | Központi Stadion, Szingapúr | előselejtező (1. csoport) | Hongkong–Indonézia | 4 – 1    |
| 1977. október 29. | Városi Stadion, Babelsberg  | előselejtező (3. csoport) | NDK–Málta          | 9 – 0    |

###### Világbajnoki mérkőzés
| Időpont          | Helyszín                             | Mérkőzés típusa              | Mérkőzés             | Eredmény | Nézők száma |
| ---------------- | ------------------------------------ | ---------------------------- | -------------------- | -------- | ----------- |
| 1978. június 10. | Gigante de Arroyito Stadion, Rosario | csoportmérkőzés (2. csoport) | Lengyelország–Mexikó | 3 – 1    | 22 651      |

#### Olimpiai játékok
Az 1972. évi, valamint az 1976. évi nyári olimpiai játékok labdarúgó tornájának mérkőzésein a FIFA JB mérkőzésvezetőként foglalkoztatta.

##### 1972. évi nyári olimpiai játékok
| Időpont             | Helyszín                     | Mérkőzés típusa              | Mérkőzés          | Eredmény | Nézők száma |
| ------------------- | ---------------------------- | ---------------------------- | ----------------- | -------- | ----------- |
| 1972. augusztus 28. | Központi Stadion, Regensburg | csoportmérkőzés (B. csoport) | Szovjetunió–Burma | 1 – 0    | 6000        |
| 1971. szeptember 5. | Városi Stadion, Ingolstadt   | egyik középdöntő             | NDK–Mexikó        | 7 – 0    | 5500        |

##### 1976. évi nyári olimpiai játékok
| Időpont          | Helyszín                      | Mérkőzés típusa              | Mérkőzés                | Eredmény | Nézők száma |
| ---------------- | ----------------------------- | ---------------------------- | ----------------------- | -------- | ----------- |
| 1976. június 21. | Municipal Stadion, Sherbrooke | csoportmérkőzés (B. csoport) | Franciaország–Guatemala | 4 – 1    | 3163        |

## Sportvezetői pályafutása
Aktív nemzetközi pályafutása mellett 1970-1978 között az Iráni Labdarúgó-szövetség Játékvezető Bizottság elnöke.

## Szakmai sikerek
1978-ban a nemzetközi játékvezetés hírnevének erősítése, hazájában 10 éve a legmagasabb Ligában (osztályban) folyamatosan tevékenykedő, eredményes pályafutása elismeréseként, a FIFA JB felterjesztésére az 1965-ben alapított International Referee Special Award címmel és oklevéllel tüntette ki.